# Podolsk
Podolsk (Russisch: Подольск) is een Russische industriestad en het bestuurlijk centrum van het district Podolski in de oblast Moskou. De stad ligt aan de rivier de Pachra en was vroeger de grootste stad in de oblast Moskou. Bij de volkstelling van 2010 werd de stad echter voorbijgestreefd door Balasjicha en Chimki. In 2021 had Podolsk 314.934 inwoners.
De stad ontwikkelde zich uit het dorp Podol dat in de 18e eeuw toebehoorde aan het Danilovklooster in Moskou. Podolsk kreeg stadsrechten in 1791 van Catharina II van Rusland. Voor de Russische Revolutie behoorde Podolsk tot de meest gendustrialiseerde steden van Rusland. Meer dan zeventig fabrieken waren in de stad gevestigd, onder andere een Singerfabriek waar naaimachines werden geproduceerd.
Vladimir Lenin bezocht de stad een aantal keren en had er zelfs een klein landgoed. In 1900 organiseerde hij een bijeenkomst in Podolsk met sociaaldemocraten uit Moskou en andere steden om hun steun te winnen voor zijn krant Iskra.
In 2000 werd een belangrijke militaire basis opgericht in Podolsk.

## Sport
IJshockeyclub HC Vityaz speelt in de Kontinental Hockey League.

## Geboren
- Sergej Makarov (1973), speerwerper
- Iouri Podladtchikov (1988), Russisch-Zwitsers snowboarder

Aprelevka · Balasjicha · Bronnitsy · Chimki · Chotkovo · Dedovsk · Dmitrov · Doebna · Dolgoproedny · Domodedovo · Drezna · Dzerzjinski · Elektrogorsk · Elektro-oegli · Elektrostal · Frjazino · Golitsyno · Istra · Ivantejevka · Jachroma · Jegorjevsk · Joebilejny · Kasjira · Klimovsk · Klin · Koebinka · Koerovskoje · Kolomna · Koroljov · Kotelniki · Krasnoarmejsk · Krasnogorsk · Krasnozavodsk · Krasnoznamensk · Likino-Doeljovo · Ljoebertsy · Lobnja · Loechovitsy · Losino-Petrovski · Lytkarino · Moskovski · Mytisjtsji · Naro-Fominsk · Noginsk · Odintsovo · Orechovo-Zoejevo · Ozjerelje · Ozjory · Pavlovski Posad · Peresvet · Podolsk · Poesjkino · Poesjtsjino · Protvino · Ramenskoje · Reoetov · Roeza · Rosjal · Sergiev Posad · Serpoechov · Sjatoera · Sjtsjerbinka · Sjtsjolkovo · Solnetsjnogorsk · Staraje Koepavna · Stoepino · Taldom · Troitsk · Tsjechov · Tsjernogolovka · Vereja · Vidnoje · Volokolamsk · Voskresensk · Vysokovsk · Zarajsk · Zjeleznodorozjny · Zjoekovski · Zvenigorod